# アニマニアックス
『アニマニアックス』（原題：Animaniacs）は、アメリカ合衆国のテレビアニメ。

## 概要
1930年代、ワーナー・ブラザースは3人のアニメーションキャラクター（ヤッコ、ワッコ、ドット）を創作した。しかし彼らはあまりにハチャメチャで、誰にも手に負えなかったため、ワーナーは彼らをスタジオの給水塔に封印してしまう。そして1990年、彼らは給水塔を脱出しあらゆる場所で騒動を繰り広げる。また、世界征服を企む2匹のネズミを描いた「ピンキー＆ブレイン」や悪に憧れる3匹のハトを描いた「グッド・フェザーズ」シリーズなども同番組内で放送された。

### ピンキー&ブレイン
遺伝子操作された2匹の実験用ネズミ、天才のブレインと間抜けな相棒のピンキーは毎晩アクメラボで世界征服を企むがいつも失敗に終わっている。本作内で放送後に単独作品として放送された。

## 登場人物

### ワーナー・キッズ
ヤッコ・ワーナー（Yakko Warner）
声 - 中尾隆聖/英 - ロブ・ポールセン（Rob Paulsen）
3兄妹長男。キッズのなかでは一番長身で、茶色いスラックスを履いている。女好きでもある。早口言葉が得意。グルーチョ・マルクスがモデルになっている。
ワッコ・ワーナー（Wakko Warner）
声 - 水島裕/英 - ジェス・ハーネル（Jess Harnell）、げっぷ：モーリス・ラマーシュ（Maurice LaMarche）
3兄妹次男。食いしん坊であり、なんでも取り出せる赤い帽子と青いタートルネックシャツを身につけ、舌を出していることもある。ヤッコと同様､女好きでもある。原語版ではリンゴ・スターをモデルにした、リバプール方言のアクセントを持っている。
ドット・ワーナー（Dot Warner）
声 - 大谷育江/英 - トレス・マクニール（Tress MacNeille）
3兄妹長女。黄色い花飾りとピンクのスカートを身につけている。優しいが短気な性格。男好きでもある。出生名は「アンジェリーナ・コンテッサ・ルイーザ・フランチェスカ・バナナ・ファンナ・ボーベスカ3世(Princess Angelina Contessa Louisa Francesca Banana Fanna Bo Besca III)」。

#### 脇登場人物
Dr. オットー・スクラッチャンスニフ（Dr. Otto Scratchansniff）
声 - 北村弘一、小形満/英 - ロブ・ポールセン（Rob Paulsen）
オーストリア訛りで話す、ワーナー社かかりつけの医師。ワーナー・キッズのおどけた行動に手を焼いている。しばしば感情的になりやすい。それ以降のエピソードでは、ワーナー・キッズの父親像として機能する。
ハロー・ナース（Hello Nurse）
声 - 柿沢美貴/英 - トレス・マクニール（Tress MacNeille）
スクラッチャンスニフの助手である女性看護師。美人でスタイルも良い。
リブート版では、ワーナー・ブラザースから引退する。
ラルフ・ガード（Ralph）
声 - 立木文彦/英 - フランク・ウェルカー（Frank Welker）
ワーナー・スタジオの頭の鈍い警備員。ワーナー・キッズをいつも追いかけている。
サディアス・プロッツ（Thaddeus Plotz）
声 - 渡部猛/英 - フランク・ウェルカー（Frank Welker）
ワーナー・ブラザース・スタジオの会長。
リブート版では、ワーナー・ブラザースにポジションから引退している。
ミス・フリミール（Miss Flamiel）
声 - ?/英 - トレス・マクニール（Tress MacNeille）
ワーナー・キッズの教師。
イワン・ブロスキー（Ivan Blosiki）
声 - ?/英 - ジョージ・ズンザ（George Dzundza）
仲間が入る飛行機の人。

### ピンキー&ブレイン
ブレイン（Brain）
声 - 緒方賢一/英 - モーリス・ラマーシュ（Maurice LaMarche）
遺伝子操作を受け、天才となったネズミ。世界征服を企むがわずかに詰が甘くほぼ毎回失敗し、一度だけ世界征服を諦め、スキー講師をしたことがある。生真面目で気難しい性格だがなんだかんだで相方のピンキーを大切に思っている。各話の最後に「明日の晩に備えてカゴに戻って寝るぞ」と言い、ピンキーが「明日何かあるんだっけ？」（回によっては色々な事を言う）と聞き返した後、ほぼ必ず「夜が明ければ明日は今日だ。世界征服を目指すのだ！」と言う。タイトルは『ピンキー＆ブレイン』だがリーダーであるためかキャストはいつもブレインが最初である。タイニー・トゥーンにも一度ネタでゲスト出演した（日本語版も同じ緒方が担当している）がダジャレで呼ばれた為、本人は不本意に思っている。
ピンキー（Pinky）
声 - 梅津秀行/英 - ロブ・ポールセン（Rob Paulsen）
やせ細った白いネズミ。お人よしでまぬけだが相方のブレインを大切に思い、彼の役に立とうと頑張る良き理解者。おバカではあるが時折ブレインが驚く程の閃きや才能を見せる時がある。一度だけブレインによって本当の天才になったことがあるが、その結果ブレインに嫌われたと思い、最終的に自力で元のまぬけに戻った）。口癖は「ナーフ（Narf）」、「ポイット（Poit）」。
スノーボール（Snowball）
声 - 楠見尚己/英 - ロディ・マクドウォール（Roddy McDowall）
ブレイン同様に遺伝子操作されたハムスター。彼もまた世界征服を考えており、その点においては、ブレインたちのライバルである。

### 他登場人物
スラッピー・スクィレル（Slappy Squirrel）
声 - 京田尚子/英 - シェリー・ストナー（Sherri Stoner）
リスのおばあさん。生活の問題をトゥーン暴力で爽快に解決する。
スキッピー・スクィレル（Skippy Squirrel）
声 - 田中真弓/英 - ネイサン・ルーガー（Nathan Ruegger）
スラッピーのおい。叔母と同じくリス。
ウォルター・ウルフ（Walter Wolf）
声 - ?/英 - フランク・ウェルカー（Frank Welker）
スラッピーの宿敵。
スネーク（The Shake）
声 - ?/英 - ジェフ・ベネット（Jeff Bennet）
ガーディアンの蛇。
キャンディー・チップマンク（Candie Chipmunk）
声 - ?/英 - ゲイル・マティウス（Gail Matthius）
スラッピーの彼女リス。
バンポ（Bumpo）
声 - ?/英 - ルーク・ルーガー（Luke Ruegger）
スラッピーの犬の父さん
デューク（Duke）
声 - ?/英 - コーリー・バートン（Corey Burton）
スラッピーのデュークリス公。
ボビー（Bobby）
声 - 大塚明夫/英 - ジョン・マリアノ（John Mariano）、ジム・カミングス（Jim Cummings）
緑色の鳩。鳩グループ「グッドフェザーズ（The Goodfeathers）」の一人。
ペスト（Pesto）
声 - 稲葉実/英 - チック・ヴェネラ（Chick Vennera）
紫色の鳩。「グッドフェザーズ」の一人。
スクィート（Squit）
声 - 江原正士/英 - モーリス・ラマーシュ（Maurice LaMarche）
灰色の鳩。鳩グループ「グッドフェザーズ」の一人。グッドフェザーズはボビーとペストのコンビ通称だったが、二人に憧れ一員となった。ペストにいちゃもんをつけられ叩かれ、ボビーはそれを笑う。
ゴッドピジョン（The Godpigeon）
96歳、モデルはマーロン・ブランド演じるドン・ヴィトー・コルレオーネ。グッドフェザーズに崇拝されボビーが通訳。
サーシャ（Sasha）
声 - ?/英 - トレス・マクニール（Tress MacNeille）
赤の鳩。鳩グループは「グッドフェザーズ」おなじみ「ガールフェザーズ」という女子の鳩。
ラナ（Lana）
声 - ?/英 - ゲイル・マティウス（Gail Matthius）
薄紫の鳩。
キキ（Kiki）
声 - ?/英 - トレス・マクニール（Tress MacNeille）
緑の鳩。
スティーブン・セガール（Steven Seagull）
声 - ?/英 - デビッド・カウフマン（David Kaufman）
白とグレーのカモメ。
リタ（Rita）
声 - 篠原恵美/英 - バーナデット・ピータース（Bernadette Peters）
毛並みは灰と白の猫。ルントに振り回される。
ルント（Runt）
声 - 塩屋浩三/英 - フランク・ウェルカー（Frank Welker）
犬。猫は嫌っているが、リタを犬だと思っている。
フラビオ・ヒッポ（Flavio Hippo）
声 - 島香裕/英 - フランク・ウェルカー（Frank Welker）
緑色のカバ。
マリタ・ヒッポ（Marita Hippo）
ピンクのカバ。
ミネルバ・ミンク（Minerva Mink）
声 - ?/英 - ジュリー・ブラウン（Julie Brown）
美人で男好きな白いミンク。
ウィルフォード・ウルフ（Wilford Wolf）
声 - ?/英 - ピーター・スコラーリ（Peter Scolari）
ニュート（Newt）
声 - ?/英 - アルテ・ジョンソン（Arte Johnson）
ミンディ（Mindy）
声 - こおろぎさとみ/英 - ナンシー・カートライト（Nancy Cartwright）
小さな女の子。母親を何故か「おばちゃん」と呼ぶ。
ボタンス（Buttons）
声 - フランク・ウェルカー（日英共通）（Frank Welker）
名犬ラッシーのような犬。
マイム（The Mime）
声 - ?/英 - ジェス・ハネール（Jess Harnell）
チキン・ブー（Chicken Boo）
声 - フランク・ウェルカー（日英共通）（Frank Welker）
チキンのニワトリのキャラクター。
フレイム（Flame）
声 - ?/英 - ルーク・ルガー（Luke Ruegger）
炎の男の子。
ケイティー・カー・ブーム（Kaite Ka-Boom）
声 - ?/英 - ローラ・ムーニー（Laura Mooney）
ミスター・カー・ブーム（Mr. Ka-Boom）
声 - ?/英 - ロブ・ポールセン（Rob Paulsen）
ケイティーの父。
ミセス・カー・ブーム（Mrs. Ka-Boom）
声 - ?/英 - メアリー・グロス（Mary Gross）
ケイティーの母。
ティンカー・カー・ブーム（Tinker Ka-Boom）
声 - ?/英 - ジャスティン・ガームズ（Justin Garms）
ケイティーの子供の男の子。
リトル・ブルーバード（Little Bule Bird）
声 - ?/英 - コーディ・ルーガー（Cody Ruegger）
青い小鳥の男の子。
チャールトン・ウッドチャック（Charlton Woodchucks）
声 - ?/英 - ジェフ・ベネット（Jeff Bennett）
クリントン（Clintion）
声 - 小野健一
ミスター・スカルヘッド（Mr. Skullhead）
キャラクターは骨の男。
バロニー（Baloney）
声 - ?/英 - ジェフ・ベネット（Jeff Bennet）
ピップ（Pip）
声 - ?/英 - ベン・シュタイン（Bob Stein）
エルマイラ（Elmyla）
声 - 神代知衣/英 - クリー・サマー（Cree Summer）
タイニー・トゥーンズのキャラクターで、とてもいじわるな女の子。
バディ（Buddy）
声 - ?/英 - ジム・カミングス（Jim Cummings）
ワーナー・ブラザース 65周年アニバーサリーの1929年のキャラクター。

## スタッフ
- 製作総指揮 - スティーヴン・スピルバーグ
- チーフプロデューサー - トム・ルーガー
- プロデューサー - リッチ・アロンス、シェリー・ストナー、ピーター・ヘイスティングス、ラスティ・ミルズ、リズ・ホルツマン
- 構成 - トム・ルーガー、ポール・ラッグ、シェリー・ストナー
- 音楽 - リチャード・ストーン、カール・ジョンソン、スティーヴン・バーンスタイン、ジュリー・バーンスタイン、ゴードン・グッドウィン
- 各話制作協力 - 東京ムービー新社→キョクイチ東京ムービー、宏廣動画、FANZ[4]、スタートゥーン、AKOM、ヴァルガスタジオ、ココ・エンタープライズ、PASI[5]
- 製作・制作 - ワーナー・ブラザース・アニメーション、アンブリン・エンターテインメント

### 日本語版スタッフ
- 翻訳 - 荒木小織（1話）、ジョーゲンセン由美子（2話 - 3話）、佐藤恵子（4話、7話 - 12話、49話）、野口尊子（5話 - 6話）
- 脚色 - 永井寛孝（1話 - 12話、49話）[注 1]
- 構成・演出 - 稲田宰
- プロデューサー - 持丸輝次
- 演出 - 戸田清二郎（1話 - 6話）、加藤敏（7話 - 12話、49話）
- 音楽指導 - 佐々木謙（1話 - 12話、49話）、弘中くみ子（1話 - 8話）
- 日本語版制作 - 東北新社
- 配給 - ワーナー・ブラザース テレビジョン

## 各話リスト
日本放送順、（）内はアメリカでの放送順。
日本ではシーズン1の1～12話と第49話のみが吹き替えられた。
| 話数     | 邦題 | 原題                                                | 日本放送日 （TX） |
| -------- | --- | --------------------------------------------------- | ----------------- |
| 1        | 誕生!ワーナー・ブラザース&ワーナー・シスター ハチャメチャモンキー・ソング アニマニアックスな仲間たち                                  | De-Zanitized The Monkey Song Nighty-Night Toon      | 1996年 7月10日    |
| 2        | スーパースター“ヤッコ・ワーナー”世界かぞえ歌 天才!!アインシュタイン博士おいしいクッキーい・か・が?? めざせ!!世界征服ピンキー&ブレイン | Yakko's World Cookies for Einstein Win Big          | 7月24日           |
| 3（4）   | ミケランジェロの秘密 登場!!グッド・フェザーズ                                                                                         | Hooked on a Ceiling Goodfeathers: The Beginning     | 8月7日            |
| 4（3）   | 大海賊キャプテン・メル 大女優スラッピーおばさん ヤッコ・ワーナー”宇宙の唄”                                                            | H.M.S. Yakko Slappy Goes Walnuts Yakko's Universe   | 8月21日           |
| 5        | ハリウッド・スターはちゃめちゃパーティー                                                                                              | Taming Of The Screwy                                | 9月4日            |
| 6        | ワーナー・ブラザース“秘書はゴ・キ・ゲ・ン?!” いとしのミンディ＆ボタンズ What are We?                                                  | Temporary Insanity Operation: Lollipop What are We? | 9月18日           |
| 7        | ワーナー・ブラザースの大ウケ音楽会 リタ＆ルント“コンビ誕生ってやつは・・・”                                                           | Piano Rag When Rita Met Runt                        | 10月2日           |
| 8        | シスターは二度ベルを鳴らす スキッピーとバンビのママ                                                                                   | The Big Candy Store Bumbie's Mom                    | 10月16日          |
| 9        | ワーナー・ブラザース“賢者はだれじゃ？” ピンキー＆ブレイン“サミット大作戦”                                                             | Wally Llama Where Rodents Dare                      | 10月30日          |
| 10       | 王様ヤッコ | King Yakko                                          | 11月13日          |
| 11       | ワーナーブラザース“ピカソに描かそ？” レ・ミゼラニマルズ ワーナー・ブラザースの歌                                                      | No Pain, No Painting Les Miseranimals               | 11月27日          |
| 12       | ガレージ売ります!? ウェストサイド・ハトーリー                                                                                         | Garage Sale of the Century West Side Pigeons        | 12月11日          |
| 13（49） | 会長のクリスマス ワーナーズのクリスマス・ソング                                                                                       | A Christmas Plotz Little Drummer Warners            | 12月25日          |

## 日本での放送
日本では1話～12話、49話の計13話分のみ日本語吹き替え版が製作され、1996年7月10日から12月25日までテレビ東京の「ワーナーアニメランド」枠でルーニー・テューンズのキャラクターが登場するルーニー・テューンズと原則週替りで放送された。1990年代後半からカートゥーンネットワークで再放送されたことがあり、日本語版スタッフ・キャストの表記はカット。

## OVA
『Animaniacs: Wakko's Wish』として1999年にアメリカで発売。劇中劇風の物語として童話の世界を舞台にヤッコ、ワッコ、ドットを始めとした登場人物が願いを叶えてくれる星を探すべくレースを繰り広げる。
アニメーションはキョクイチ東京ムービーが担当。なお、日本では本作のソフト化・配信などの展開は行われていない。

## ゲーム
アニマニアックス（SFC）はスーパーファミコン用のアクションゲームで、1994年にアメリカで発売された後、1997年に日本でもコナミから発売された。
94年初頭北米でジェネシス（日本名：メガドライブ）のシェアが5割を超えていたので北米版のアニマニアックスもコナミから発売された（日本未発売）。
アニマニアックスのゲームボーイ版は、1995年にアメリカで発売、日本では1995年にファクター5から発売。